# Beak Island
Beak Island (englisch für Schnabelinsel, in Argentinien gleichbedeutend Isla Pico) ist eine 6 km lange, halbkreisförmige und bis zu 360 m hohe Insel vor der Ostküste der Trinity-Halbinsel am nördlichen Ende der Antarktischen Halbinsel. Im nordöstlichen Teil des Prinz-Gustav-Kanals liegt sie nordöstlich von Eagle Island, von der sie durch die 350 m breite Meerenge Paso Vidaurrazaga getrennt ist.
Entdeckt wurde die Insel vermutlich bei der Schwedischen Antarktisexpedition (1901–1903) unter der Leitung Otto Nordenskjölds. Der Falkland Islands Dependencies Survey gab ihr den deskriptiven Namen in Anlehnung an ihre Form und wegen ihrer geografischen Lage zu Eagle Island und Tail Island.